# Trachylophus approximator
Trachylophus approximator är en skalbaggsart som beskrevs av Charles Joseph Gahan 1888. Trachylophus approximator ingår i släktet Trachylophus och familjen långhorningar. Inga underarter finns listade i Catalogue of Life.